# Championnat d'Europe de hockey en salle
Cet article donne le palmarès des championnats d'Europe de hockey en salle.

## Palmarès masculin

### Division I
| Année | Lieu           | Champion             | Vice-Champion | Troisième |
| ----- | -------------- | -------------------- | ------------- | --------- |
| 1974  | Berlin         | Allemagne de l'Ouest | Pays-Bas      | Suisse    |
| 1976  | Arnhem         | Allemagne de l'Ouest | Belgique      | Pays-Bas  |
| 1980  | Zurich         | Allemagne de l'Ouest | Pays-Bas      | Écosse    |
| 1984  | Édimbourg      | Allemagne de l'Ouest | Angleterre    | Pays-Bas  |
| 1988  | Vienne         | Allemagne de l'Ouest | France        | Autriche  |
| 1991  | Birmingham     | Allemagne            | Angleterre    | Écosse    |
| 1994  | Bonn           | Allemagne            | Angleterre    | Tchéquie  |
| 1997  | Liévin         | Allemagne            | Tchéquie      | Danemark  |
| 1999  | Slagelse       | Allemagne            | Pologne       | Suisse    |
| 2001  | Luzerne        | Allemagne            | Espagne       | Pologne   |
| 2003  | Santander      | Allemagne            | Espagne       | Suisse    |
| 2006  | Eindhoven      | Allemagne            | Pologne       | Espagne   |
| 2008  | Iekaterinbourg | Russie               | Allemagne     | Autriche  |
| 2010  | Almere         | Autriche             | Russie        | Pays-Bas  |
| 2012  | Leipzig        | Allemagne            | Tchéquie      | Autriche  |
| 2014  | Vienne         | Allemagne            | Autriche      | Russie    |
| 2016  | Prague         | Allemagne            | Autriche      | Russie    |
| 2018  | Anvers         | Autriche             | Belgique      | Allemagne |
| 2020  | Berlin         | Allemagne            | Autriche      | Pays-Bas  |
| 2022  | Hambourg       | Autriche             | Allemagne     | Pays-Bas  |
| 2024  | Louvain        | Allemagne            | Pologne       | Belgique  |

### Division II
| Année | Lieu       | Champion   | Vice-Champion | Troisième  |
| ----- | ---------- | ---------- | ------------- | ---------- |
| 1997  | Porto      | Suisse     | Pologne       | Suède      |
| 1999  | Porto      | France     | Portugal      | Écosse     |
| 2001  | Vienne     | Pays-Bas   | Russie        | Autriche   |
| 2003  | Zagreb     | Danemark   | Autriche      | Portugal   |
| 2006  | La Spezia  | Russie     | Italie        | Ukraine    |
| 2008  | Copenhague | Pays-Bas   | Danemark      | Slovaquie  |
| 2010  | Poznań     | Angleterre | Suisse        | Pologne    |
| 2012  | Lignano    | Pologne    | Suède         | Ukraine    |
| 2014  | Berne      | France     | Suisse        | Ukraine    |
| 2016  | Espinho    | Belgique   | Danemark      | Angleterre |
| 2018  | Alanya     | Pays-Bas   | Ukraine       | Suède      |
| 2020  | Lucerne    | Suisse     | Biélorussie   | Portugal   |

### Division III
| Année | Lieu              | Champion    | Vice-Champion | Troisième      |
| ----- | ----------------- | ----------- | ------------- | -------------- |
| 2003  | Brescia           | Italie      | Belgique      | Slovénie       |
| 2006  | Sofia             | Biélorussie | Suède         | Finlande       |
| 2008  | Sheffield         | Suède       | Angleterre    | Croatie        |
| 2010  | Alanya            | Ukraine     | Croatie       | Turquie        |
| 2012  | Gondomar          | France      | Belgique      | Portugal       |
| 2014  | Sveti Ivan Zelina | Portugal    | Croatie       | Pays de Galles |
| 2016  | Vantaa            | Italie      | Turquie       | Biélorussie    |
| 2018  | Nicosie           | Biélorussie | Slovaquie     | Écosse         |
| 2020  | Santander         | Espagne     | Écosse        | Irlande        |

### Division IV
| Année | Lieu  | Champion | Vice-Champion  | Troisième |
| ----- | ----- | -------- | -------------- | --------- |
| 2010  | Rouen | France   | Pays de Galles | Finlande  |

## Palmarès féminin
| Année | Lieu            | Champion             | Vice-Champion | Troisième   |
| ----- | --------------- | -------------------- | ------------- | ----------- |
| 1975  | Arras           | Allemagne de l'Ouest | Pays-Bas      | Belgique    |
| 1977  | Bruxelles       | Allemagne de l'Ouest | Pays-Bas      | Belgique    |
| 1981  | Berlin          | Allemagne de l'Ouest | Écosse        | Canada      |
| 1984  | Londres         | Allemagne de l'Ouest | Pays-Bas      | Angleterre  |
| 1987  | B.Neuenahr      | Allemagne de l'Ouest | Pays-Bas      | Angleterre  |
| 1990  | Elmshorn        | Allemagne de l'Ouest | Espagne       | Écosse      |
| 1993  | Londres         | Allemagne            | Angleterre    | Espagne     |
| 1996  | Glasgow         | Angleterre           | Allemagne     | Espagne     |
| 1998  | Orense          | Allemagne            | Angleterre    | Autriche    |
| 2000  | Vienne          | Allemagne            | Russie        | Tchéquie    |
| 2002  | Les Ponts-de-Cé | Allemagne            | Lituanie      | France      |
| 2004  | Eindhoven       | Allemagne            | Pays-Bas      | Biélorussie |
| 2006  | Eindhoven       | Allemagne            | Pays-Bas      | Biélorussie |
| 2008  | Almeria         | Allemagne            | Biélorussie   | Pays-Bas    |
| 2010  | Duisbourg       | Ukraine              | Espagne       | Allemagne   |
| 2012  | Leipzig         | Allemagne            | Biélorussie   | Pologne     |
| 2014  | Prague          | Pays-Bas             | Allemagne     | Pologne     |
| 2016  | Minsk           | Pays-Bas             | Pologne       | Biélorussie |
| 2018  | Prague          | Allemagne            | Pays-Bas      | Biélorussie |
| 2020  | Minsk           | Biélorussie          | Pays-Bas      | Tchéquie    |